# Aéroport international de Mexicali
L'aéroport international Général Rodolfo Sánchez Taboada (code IATA : MXL • code OACI : MMML • TC LID : M1L) est un aéroport international situé à l'extérieur de Mexicali, en Basse-Californie, au Mexique, près de la frontière américano-mexicaine. C'est l'aéroport le plus au nord du Mexique. Il porte le nom d'un officier militaire mexicain, homme politique et ancien gouverneur de la Basse-Californie, Rodolfo Sánchez Taboada. 

## Information
L’aéroport international General Rodolfo Sánchez Taboada est situé à 20 km à l’est de la ville de Mexicali. L’aéroport a une superficie de 535 hectares et une piste en asphalte de 2 600 mètres de long et 45 mètres de large, conçu pour accueillir des avions moyens-courriers. Il dispose de deux voies de circulation de 385 et 460 mètres de long sur 23 mètres de large. 
L'aéroport dispose de deux aires de trafic, l'une pour l'aviation commerciale, en béton hydraulique avec trois places de stationnement; et un autre pour l'aviation générale, en asphalte, avec 24 places de stationnement et trois héliports. Il dispose également d'un bâtiment de sauvetage et de lutte contre les incendies d'aéronefs, d'une salle des machines, d'aides visuelles, d'une tour de contrôle, de trois hangars et d'une station de traitement de l'eau. 

## Situation
| \| 500 km1:6 468 000 \| Acapulco Aguascalientes Huatulco Campeche Cancún Chetumal Chihuahua Ciudad · del Carmen Ciudad Juárez Ciudad · Obregón Ciudad · Victoria Colima Cozumel Culiacán Guanajuato Durango Guadalajara Hermosillo Ixtapa · Zihuatanejo La Paz San José · del Cabo Los Mochis Matamoros Mazatlán Mérida Mexicali Mexico B.J. Mexico F.A. Minatitlán Monterrey Morelia Nuevo · Laredo Oaxaca Playa · de Oro Puebla Puerto · Escondido Puerto · Vallarta Querétaro Reynosa San Luis · Potosí Tampico Tapachula Tepic Tijuana Toluca Torreón Tuxtla Gutiérrez Uruapan Veracruz Villahermosa Zacatecas |
| 500 km1:6 468 000 |

## Compagnies aériennes et destinations
| Compagnies         | Destinations |
| ------------------ | --- |
| Aeroméxico         | Mexico-B. Juárez |
| Aeroméxico Connect | Mexico-B. Juárez |
| Calafia Airlines   | Culiacán, La Paz (G. M. M. de Léon)                                                                                                  |
| TAR                | Culiacán, Hermosillo |
| VivaAerobus        | Guadalajara-M. Hidalgo y Costilla, Monterrey-M. Escobedo                                                                             |
| Volaris            | Chihuahua-R. Fierro V, Culiacán, Guadalajara-M. Hidalgo y Costilla, León-Guanajuato (Bajio), Mexico-B. Juárez, Monterrey-M. Escobedo |

## Statistiques
Grâce à l'ouverture de nouvelles lignes en 2018, l'aéroport a enregistré le taux de croissance le plus élevé du pays: en 2017, l'aéroport a accueilli 794 152 passagers, tandis qu'en 2018, il a desservi 1 130 541 passagers, en hausse de 41,6 %. 
Pour des raisons techniques, il est temporairement impossible d'afficher le graphique qui aurait dû être présenté ici.

Voir la requête brute et les sources sur Wikidata.

### Itinéraires les plus fréquentés
| Rang | Ville                                         | Passagers | Classement | Compagnie aérienne                      |
| ---- | --------------------------------------------- | --------- | ---------- | --------------------------------------- |
| 1    | Jalisco , Guadalajara                         | 217 899   | 1          | VivaAerobus, Volaris                    |
| 2    | Modèle:Country data Mexico City , Mexico      | 201,206   | 1          | Aeroméxico, Aeroméxico Connect, Volaris |
| 3    | Sinaloa , Culiacán                            | 54 188    | Stable     | Calafia Airlines, TAR, Volaris          |
| 4    | Nuevo León , Monterrey                        | 40 830    | Stable     | VivaAerobus, Volaris                    |
| 5    | Michoacán , Morelia                           | 18 827    | 1          | Volaris                                 |
| 6    | Sonora , Hermosillo                           | 7 797     | 1          | TAR                                     |
| 7    | Guanajuato , León                             | 2 066     |            | Volaris                                 |
| 8    | Modèle:Country data Baja California , Tijuana | 345       | 1          |                                         |
| 9    | Sinaloa , Mazatlán                            | 138       | 3          |                                         |
| dix  | Jalisco , Puerto Vallarta                     | 109       |            |                                         |

## Galerie

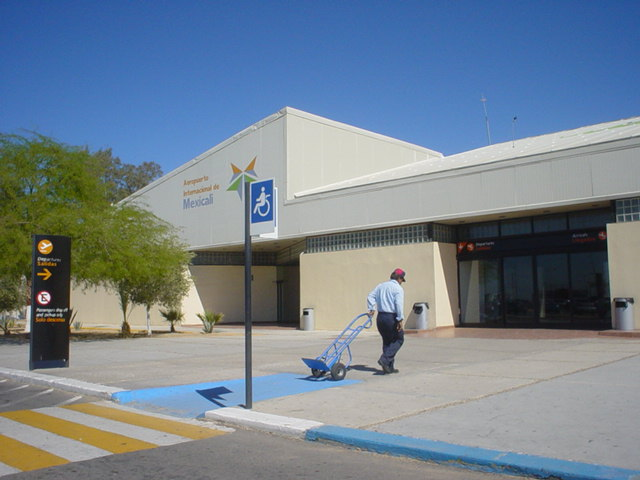
Face avant du terminal principal.
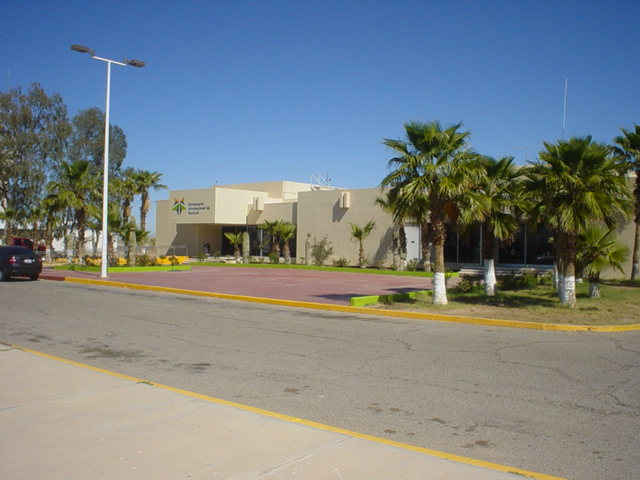
Bureau de l'aviation générale et du commandant de l'aéroport.
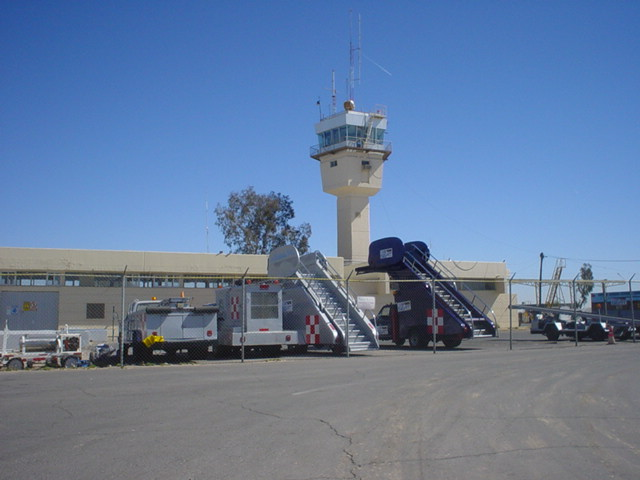
Tour de contrôle.
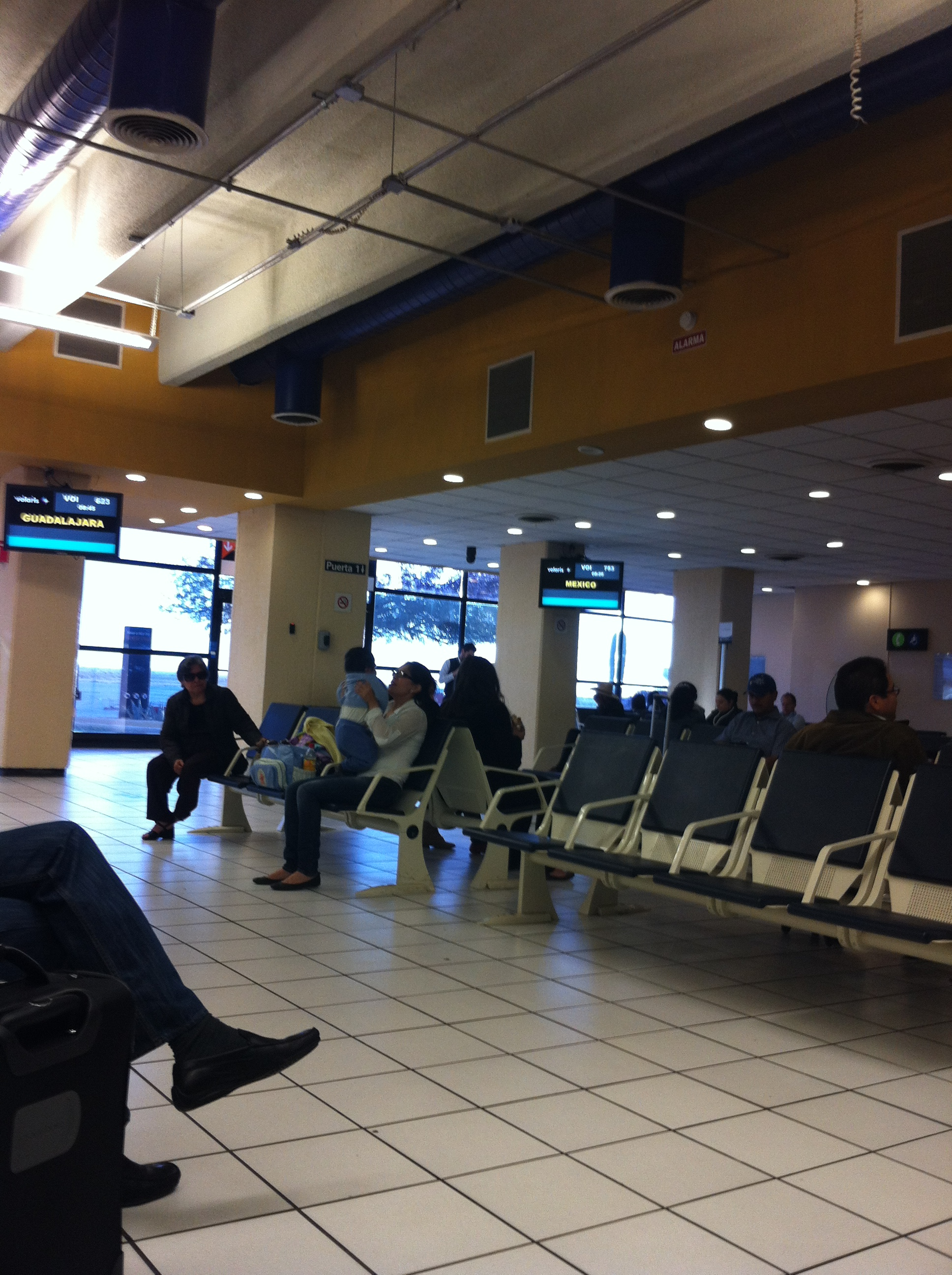
Porte de l'aéroport.

## Voir également
- Liste des aéroports les plus fréquentés au Mexique
- Expérience de crash du Boeing 727 en 2012, impliquant un Boeing 727 qui avait décollé de l'aéroport international Rodolfo Sánchez Taboada, pour être délibérément crashée dans le but de faire une émission de télévision.